# Пригородноє ЗПГ
46°37′39″ пн. ш. 142°54′10″ сх. д. / 46.6275° пн. ш. 142.9028° сх. д.
Пригородноє ЗПГ – завод із зрідження природного газу на острові Сахалін (Росія). Споруджений за 15 км від міста Корсакова в межах проекту Сахалін-2 для експорту газу Пільтун-Астохського та Лунського родовищ.
Складні льодові умови в зимовий період в районі родовищ проекту Сахалін-2 (центральна частина острова) призвели до рішення спорудити потужності по виробництву ЗПГ та експортний термінал на півдні Сахаліну. Розташована тут затока Аніва не замерзає весь рік та надає відповідні умови для руху газових танкерів. Постачання газу на завод здійснюється трубопроводом довжиною 637 км від берегового технологічного комплексу Лунського родовища.
Завод включає дві лінії загальною потужністю 9,6 млн.т ЗПГ на рік. Для зберігання продукції споруджені два резервуари ємністю по 100000 м3, а відвантаження здійснюється через термінал, причальний комплекс якого може обслуговувати газовози місткістю від 18000 до 145000 м3. Можливо відзначити, що пригородненський порт створили спеціально для обслуговування проекту Сахалін-2.
Введення заводу в експлуатацію припало на 2009 рік, а у 2013-му він вийшов на повну проектну потужність, виробивши 10,8 млн.т ЗПГ. У 2015 році учасники Сахалін-2 вирішили приступити до базового проектування третьої технологічної лінії, яка збільшить потужність ще на 5 млн.т на рік.
Також розглядається можливість використання заводу для розробки газових запасів проекту Сахалін-1 (родовища Чайво, Одопту-море), хоча це лише один із варіантів.